# Sequenza di Shine-Dalgarno
In biologia molecolare si definisce sequenza di Shine-Dalgarno la regione di ogni mRNA procariotico grazie alla quale un ribosoma riesce ad ancorarsi ad esso in modo da iniziare la traduzione nella corretta fase di lettura; prende il nome dai suoi scopritori, i ricercatori australiani John Shine e Lynn Dalgarno. È anche definita RBS: Ribosome Binding Site.
Si tratta una sequenza, ricca in purine, contenente sempre la sequenza AGGAGG, sita fra i 3 e i 10 nucleotidi a monte del codone di inizio della traduzione, la quale, per semplice appaiamento fra basi nucleotidiche complementari, riconosce una regione ricca in pirimidine  al terminale 3' dell'rRNA 16S della subunità ribosomale minore (la 30S), contenente sempre la sequenza UCCUCC e detta sequenza anti-Shine-Dalgarno.
In questo modo viene facilitato l'assemblaggio del complesso ribosomale stesso e l'avvio della traduzione. Solo dopo che le due sequenze sono appaiate, infatti, può formarsi il complesso d'inizio completo 70S, cioè può avvenire il legame al complesso d'inizio incompleto 30S da parte della subunità ribosomale maggiore 50S. 
Negli Eucarioti, per l'inizio della traduzione, non è richiesto alcun appaiamento fra basi complementari dell'mRNA ed rRNA; di solito, ma non sempre, il codone d'inizio della traduzione è il primo codone AUG partendo dal 5' dell'mRNA, e si trova inserito in una corta sequenza detta sequenza di Kozak, riconosciuta dalla subunità ribosomale minore eucariotica (la 40S) dopo che questa ha esplorato in continuo l'mRNA a partire dal cappuccio al 5'.

## Mutazioni
Mutazioni nella sequenza di Shine-Dalgarno possono ridurre la traduzione proteica. Questa riduzione è collegata ad una minore efficienza nell'appaiamento tra l'mRNA ed il ribosoma, come è stato evidenziato dal fatto che successive mutazioni sulla sequenza anti Shine-Dalgarno possono riportare la traduzione all'efficienza consueta.